# پترولون
پترولون (به انگلیسی: Pterulone) با فرمول شیمیایی C۱۳H۱۱ClO۲ یک ترکیب شیمیایی با شناسه پاب‌کم ۱۱۴۲۴۸۴۶ است. که جرم مولی آن ۲۳۴٫۶۷۸ g/mol می‌باشد. 